# Liste der Botschafter der Vereinigten Staaten in der Elfenbeinküste

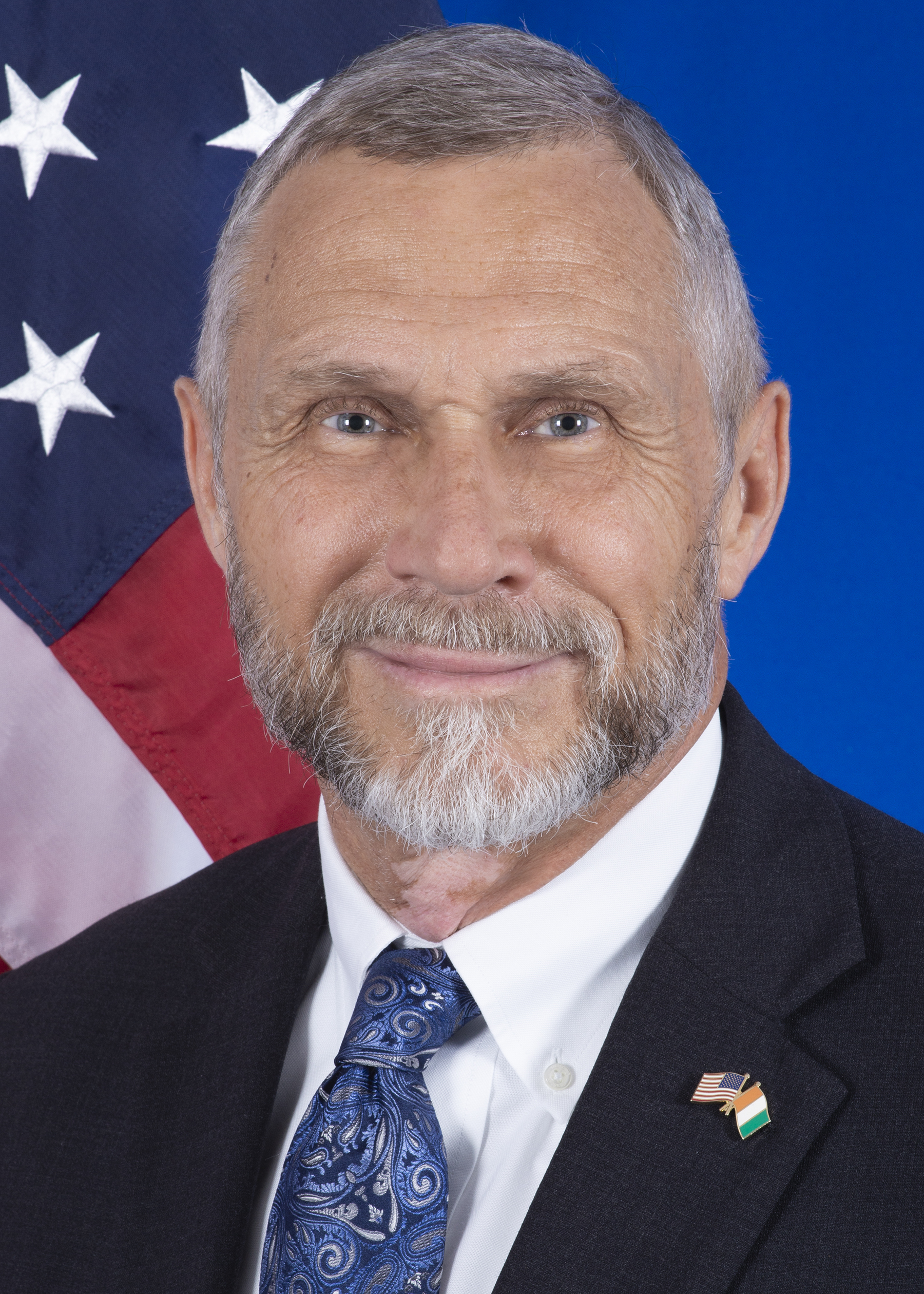
Richard K. Bell, derzeitiger Botschafter in der Elfenbeinküste

Der Botschafter der Vereinigten Staaten von Amerika in der Elfenbeinküste ist der Botschafter der Vereinigten Staaten von Amerika in der Elfenbeinküste.

## Botschafter
| Amtszeit  | Name                     | Bemerkung                                                                        |
| --------- | ------------------------ | -------------------------------------------------------------------------------- |
| 1960–     | Donald Richard Norland   | Chargé d’Affaires ad interim                                                     |
| 1960–1961 | Robert Borden Reams      | Zeitgleich akkreditiert in Benin, Burkina Faso und Niger, stationiert in Abidjan |
| 1962–1965 | James Wilmer Wine        |                                                                                  |
| 1965–1969 | George Allen Morgan      |                                                                                  |
| 1969–1974 | John Frick Root          |                                                                                  |
| 1974–1976 | Robert Solwin Smith      |                                                                                  |
| 1976–1979 | Monteagle Stearns        |                                                                                  |
| 1980–1983 | Nancy Vivian Rawls       |                                                                                  |
| 1983–1986 | Robert Hopkins Miller    |                                                                                  |
| 1986–1989 | Dennis Kux               |                                                                                  |
| 1989–1992 | Kenneth Lee Brown        |                                                                                  |
| 1992–1995 | Hume Alexander Horan     |                                                                                  |
| 1995–1998 | Lannon Walker            |                                                                                  |
| 1999–2001 | George Mu                |                                                                                  |
| 2001–2004 | Arlene Render            |                                                                                  |
| 2004–2007 | Aubrey Hooks             |                                                                                  |
| 2007–2010 | Wanda L. Nesbitt         |                                                                                  |
| 2010–2013 | Phillip Carter           |                                                                                  |
| 2013–2016 | Terence Patrick McCulley |                                                                                  |
| 2016–2017 | Andrew B. Haviland       | Chargé d’Affaires ad interim                                                     |
| 2017–2019 | Katherine A. Brucker     | Chargé d’Affaires ad interim                                                     |
| 2019–     | Richard K. Bell          |                                                                                  |